# Miran Burgić
Miran Burgić (né le 25 septembre 1984 à Trbovlje en Yougoslavie aujourd'hui en Slovénie) est un footballeur international slovène, qui jouait au poste d'attaquant.
Il a fini au rang de meilleur buteur du championnat de Slovénie lors de la saison 2005-06.

## Palmarès

### En club
ND Gorica
- Champion de Slovénie en 2004, 2005 et 2006.

 AIK Solna
- Champion de Suède en 2009.
- Vainqueur de la Coupe de Suède en 2009.
- Vainqueur de la Supercoupe de Suède en 2010.

### Distinctions individuelles
- Meilleur buteur du championnat de Slovénie en 2006.